# Denniz Pop
Dag Krister Volle (26. april 1963 – 30. august 1998), bedre kendt under kunstnernavnet Denniz Pop, var en svensk dj, musikproducer og sangskriver.
Volle startede som dj 1980'erne og begyndte at producere remixes og senere originale produktioner, fx Dr. Albans sang "Hello Afrika" i 1990. Sammen med Tom Talomaa startede han Cheiron Studios i Kungsholmen i Stockholm i 1991, og det følgende år rekrutterede han Max Martin til studiet. I de næste år skrev og producere han sange for adskillige succesfulde svenske og udenlandske artister, som Ace of Base, Backstreet Boys, Britney Spears, 'N Sync, E-Type, Rick Astley, Robyn og 5ive.
I 1998 døde Volle af kræft i mavesækken i en alder af 35, og efterlod dermed sin kæreste Jessica Folcker og deres 11-årige søn. Videoen til Backstreet Boys' sang "Show Me the Meaning of Being Lonely" var dedikeret til ham.